# Lidija Skoblikova
Lidija Pavlovna Skoblikova (in russo Лидия Павловна Скобликова?; Zlatoust, 8 marzo 1939) è un'ex pattinatrice di velocità su ghiaccio sovietica, sei volte campionessa olimpica.

## Palmarès
| Anno | Manifestazione  | Sede         | Evento | Risultato | Note |
| ---- | --------------- | ------------ | ------ | --------- | ---- |
| 1960 | Giochi olimpici | Squaw Valley | 1500 m | Oro       |      |
| 1960 | Giochi olimpici | Squaw Valley | 3000 m | Oro       |      |
| 1964 | Giochi olimpici | Innsbruck    | 500 m  | Oro       |      |
| 1964 | Giochi olimpici | Innsbruck    | 1000 m | Oro       |      |
| 1964 | Giochi olimpici | Innsbruck    | 1500 m | Oro       |      |
| 1964 | Giochi olimpici | Innsbruck    | 3000 m | Oro       |      |